# Salvatore Battaglia (Romanist)

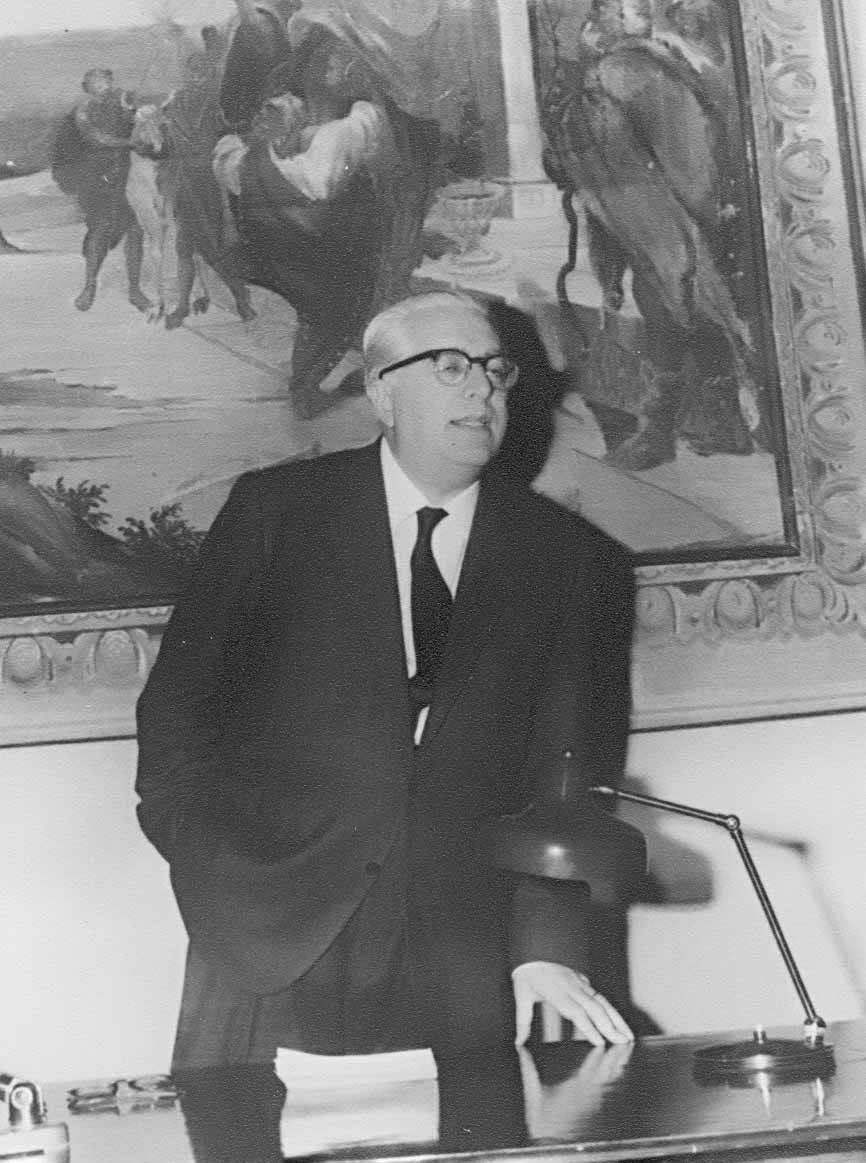
Salvatore Battaglia

Salvatore Battaglia (* 4. Juni 1904 in Catania; † 14. August 1971 in Neapel) war ein italienischer Romanist und Lexikograf.

## Leben und Werk
Battaglia studierte an den Universitäten Catania und Florenz bei Attilio Momigliano und Mario Casella. Von 1930 bis 1938 war er Mitarbeiter der Enciclopedia Treccani, ab 1934 in Rom auch Privatdozent. Von 1938 bis zu seinem Tod lehrte er an der Universität Neapel, zuerst  Romanische Philologie (als Nachfolger von Ezio Levi), ab 1961 Italienische Literatur (als Nachfolger von Giuseppe Toffanin). Er begründete 1954 die Zeitschrift Filologia Romanza.
Zu seinen Schülern gehörten Alberto Varvaro und Francesco Bruni.
An der Universität Neapel Federico II ist das  Dipartimento di Filologia Moderna Salvatore Battaglia nach ihm benannt.

### Der „Battaglia“
Battaglias Name ist vor allem verbunden mit dem Großprojekt des Grande dizionario della lingua italiana des Verlags UTET, einem Belegwörterbuch, das die gesamte Geschichte des Italienischen abdeckt. Das Wörterbuch begann (nach über zehnjähriger Vorarbeit) 1961 unter seiner alleinigen Verantwortlichkeit zu erscheinen und wurde nach dem Tod von Battaglia (ab Band 8) unter der Leitung von Giorgio Bàrberi Squarotti zum Abschluss gebracht (Band 21, 2002), ferner unter der Leitung von Edoardo Sanguineti um zwei Supplementbände ergänzt (2004 und 2009).

## Werke (Auswahl)
- I primi trovatori, Neapel 1941
- Le origini della lirica romanza, Rom 1942
- Analisi logica. Avviamento allo studio della sintassi italiana e latina, Neapel 1945, Turin 1950
- La formazione della lingua francese con un saggio sulla Chanson de Roland, Rom 1945
- Alius et idem. Avviamento allo studio comparativo dell'italiano e del latino, Rom 1946
- Introduzione alla linguistica romanza, Neapel 1946, 1963
- Contributi alla storia della novellistica, Neapel 1947
- Poesia e tecnica (Arnaldo Daniello, Dante, Petrarca), Neapel 1949
- La Spagna medievale. Introduzione linguistica e culturale, Neapel 1950
- (mit Vincenzo Pernicone) La grammatica italiana, Turin 1951 (604 Seiten, zahlreiche Auflagen)
- Francois Villon. Appunti d'un Corso universitario, Neapel 1953, 1963
- Occasioni critiche. Saggi di letteratura italiana, Neapel 1964
- La coscienza letteraria del Medioevo, Neapel 1965
- Esemplarità e antagonismo nel pensiero di Dante, Neapel 1966
- La formazione dell'italiano, Neapel 1967
- Mitografia del personaggio, Mailand 1967, hrsg. von Vittorio Russo, Mailand 1991

### Herausgebertätigkeit
- Boccaccio, Il Filocolo, Bari 1938
- Boccaccio, Teseida, Florenz 1938
- Novelle burlesche del Decamerone, Rom 1943
- Cantar de mio Cid, Rom 1943
- Boccaccio, L'elegia di Madonna Fiammetta, Mailand 1944
- Il Pecorone di ser Giovanni fiorentino e due racconti anonimi del Trecento, Mailand 1944
- Andreae Capellani regii Francorum De amore libri tres. Testo latino del sec. 12. con due traduzioni toscane inedite del sec. 14., Rom 1947
- Le Roman de la Rose, Neapel 1947
- (Hrsg. und Übersetzer) Maria di Francia, Lais, Neapel 1948
- (Hrsg. und Übersetzer), Jaufre Rudel e Bernardo di Ventadorn, Canzoni, Neapel 1949
- Antologia della lirica moderna e contemporanea, Turin 1955
- Antologia della letteratura italiana dalle origini a Leonardo, Turin 1959